# Oliver Dawson Saxon
Gli Oliver Dawson Saxon sono un gruppo heavy metal britannico guidato dagli ex membri fondatori dei Saxon, Steve Dawson e Graham Oliver.

## Storia
Il gruppo nasce dai Son of a Bitch, dai quali provengono i chitarristi Graham Oliver e Haydn Conway ed il bassista Steve "Dobby" Dawson, ai quali si uniscono lo statunitense John "Wardi" Ward (che aveva già militato in diverse band come i London, gli Hurricane, gli House of Lords, gli Shark Island, Shy e gli Slash's Snakepit) alla voce e l'ex Saxon Nigel Durham alla batteria. Hanno pubblicato due album dal vivo, presentanti soltanto canzoni dei Saxon (se si eccettua Past The Point, proveniente dal repertorio dei Son of a Bitch). Inoltre hanno partecipato con cinque canzoni alla compilation The Second Wave: 25 Years of NWOBHM del 2003. All'inizio il gruppo si chiamava Saxon, dal momento che Dawson e Oliver, in quanto membri fondatori del gruppo dello Yorkshire, ritenevano di avere i diritti sul nome. Nacque allora una guerra legale con Biff Byford per il possesso del nome, vinta dal gruppo di quest'ultimo. Nonostante ciò Oliver e Dawson si sentono gli unici eredi dell'esperienza Saxon degli anni ottanta, non ritenendo gli attuali dischi di Byford e compagni in sintonia con lo spirito di lavori come Strong Arm of the Law o Crusader.
Nel 2012 è uscito il loro primo album intitolato Motorbiker.

## Discografia

### Album studio
- 2012 - Motorbiker

### Live
- 2000 - Re://Landed
- 2003 - Rock Has Landed - It's Alive

### Split
- 2003 - The Second Wave (con Tygers of Pan Tang e Girlschool)

### DVD
- 2002 - Rock Has Landed - It's Alive